# قاسم (رياضيات)
يكون العدد {\displaystyle b\neq 0}  قاسما أو أنه يقسم العدد {\displaystyle a\!} إذا أمكن كتابة {\displaystyle a\!} مضاعفا صحيحا للعدد {\displaystyle b\!} أي ان {\displaystyle a=mb\!} حيث يكون باقي قسمة {\displaystyle a\!} على {\displaystyle b\!} يساوي الصفر.
يرمز لهذه العلاقة بالرمز {\displaystyle |\!}، حيث {\displaystyle b|a\!} تعني أن {\displaystyle b\!} قاسم أو يقسم {\displaystyle a\!}.
مثال القواسم الموجبة للعدد 24 هي 1، 2، 3، 4، 6، 8، 12، 24

## خصائص علاقة القاسم
- {\displaystyle a|b\wedge b|c\Rightarrow a|c}, إذن علاقة القسمة هي علاقة متعدية. وبتعبير لغوي، قاسم قاسمِ عدد ما، هو قاسمٌ لهذا العدد.
- {\displaystyle a|1\Rightarrow a=\pm 1}. العددان الوحيدان اللذان يقسمان الواحد هما الواحد وناقص واحد.
- {\displaystyle a|b\wedge b|a\Rightarrow a=\pm b}. إذا قسم عددان الواحد منهما الآخر، فإنهما متساويان أو متقابلان.
- {\displaystyle \forall b\neq 0\Rightarrow b|0}. جميع الأعداد اللائي يختلفن عن الصفر، يقسمنه.
- {\displaystyle b|g\wedge b|h\Rightarrow b|(mg+nh)}. إذا قسم عدد ما عددين ما، فإنه يقسم جميع تأليفات هذين العددين.

## في الجبر التجريدي
يمدد مفهوم القاسم بشكل طبيعي إلى الحلقات. قابلية القسمة هي مفهوم مفيد يستعمل في تحليل بُنى الحلقات التبادلية نظرا إلى علاقتها ببنية المثالي لهؤلاء الحلقات.
لتكن R حلقة وليكن a و b عنصران من R. إذا وُجد عنصر x من R حيث ax = b، فإنه يقال عن العنصر a أنه قاسم للعنصر b من جهة اليسار، وأن b هو مضاعف ل a من جهة اليمين.
انظر إلى مضاعف (رياضيات) وإلى مجال تكاملي وإلى علاقة تكافؤ وإلى مجموعات متفارقة.